# Шинобу Ишихара
Шинобу Ишихара е японски офталмолог и хирург, създал така наречения Тест на Ишихара за откриване на цветна слепота.

## Кариера
Ишихара завършва медицина през 1905 г. по военна стипендия и веднага се присъединява към императорската японска армия като лекар, който служи основно като хирург. През 1908 г. се завръща в университета в Токио, където се посвещава на офталмологични изследвания. През 1910 г. става инструктор в Армейски медицински колеж. Там, в допълнение към виждането на пациентите, той провежда изследвания на „офталмологията на бойното поле“ и как да подбира висши войници. Докато работи във Военномедицинско училище, е помолен да изработи тест за проверка на военнослужещите за аномалии от цветно виждане. Асистентът му страда от цветна слепота и му помогна да изпробва табелите. Първите карти са ръчно рисувани от Ишихара във водни цветове, използващи символите на хирагана.

## Тест за цветно виждане на Ишихара
Неговото име е известно в световен мащаб заради графиките за цветно виждане на Ишихара, които представя през 1918 г. Дори и днес неговият тест остава единственият избор в целия свят. Ишихара разработва японска диаграма на зрителната острота и апарат за определяне на близката точка, които и до днес се използват широко в Япония. Той също така има значителен принос за изследването на трахома и миопията.
През 1908 г. Ишихара встъпва в следдипломния курс по офталмология в Империалския университет в Токио, където учи в класа на проф. Джуджиро Комото. След това учи в Германия при професорите Волфганг Сток, Теодор Аксенфелд и Карл фон Хес. Ишихара е назначен за професор и председател на проф. Комото в Офталмологичния отдел на Империалския университет в Токио през 1922 г., където служи до март 1940 г.

## Личен живот
Ишихара води много скромен живот, без интерес към материални притежания. Той бил много почитан от студентите си, които след пенсионирането му построяват къща близо до горещ извор на полуостров Изу. Там той служи като лекар, лекувайки своите съседи, без да търси заплащане. Какъвто е обичаят по онова време, пациентите му оставят от благодарност домашно произведени продукти и малки суми пари. След като покрива разходите си, Ишихара връща всички останали пари на селяните. Тези средства са използвани за изграждане на библиотека и учебна зала за децата на селото, благодарение на почитта към високоуважавания благодетел, който живее сред тях до смъртта си през 1963 г.
|  | Тази страница частично или изцяло представлява превод на страницата Shinobu Ishihara в Уикипедия на английски. Оригиналният текст, както и този превод, са защитени от Лиценза „Криейтив Комънс – Признание – Споделяне на споделеното“, а за съдържание, създадено преди юни 2009 година – от Лиценза за свободна документация на ГНУ. Прегледайте историята на редакциите на оригиналната страница, както и на преводната страница, за да видите списъка на съавторите. ВАЖНО: Този шаблон се отнася единствено до авторските права върху съдържанието на статията. Добавянето му не отменя изискването да се посочват конкретни източници на твърденията, които да бъдат благонадеждни. |